# Internowanie Amerykanów pochodzenia japońskiego w czasie II wojny światowej

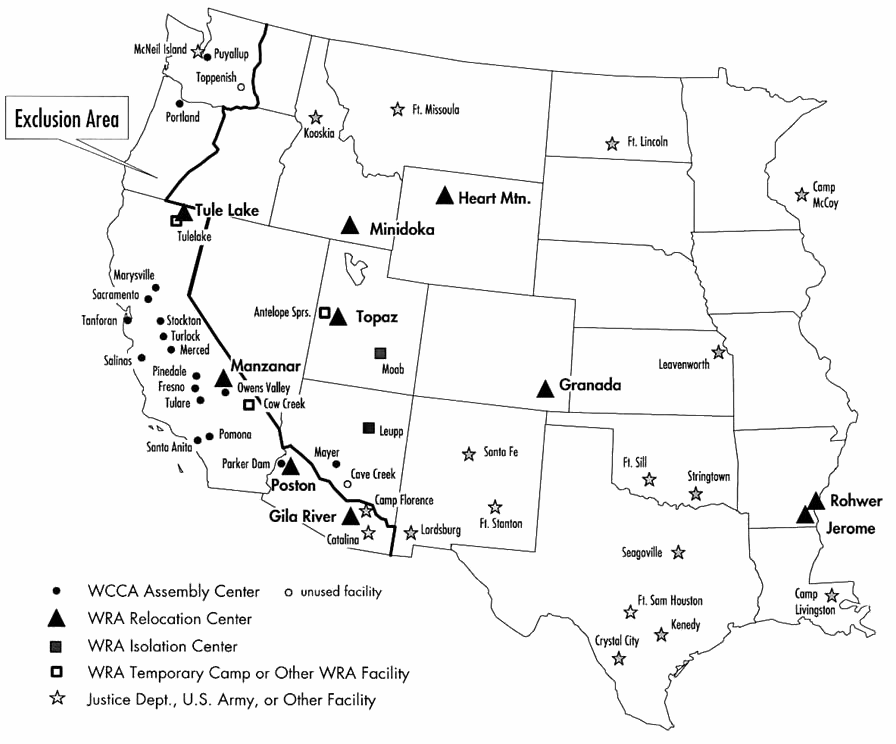
Obozy dla internowanych na terenie USA oraz granica strefy wysiedleń

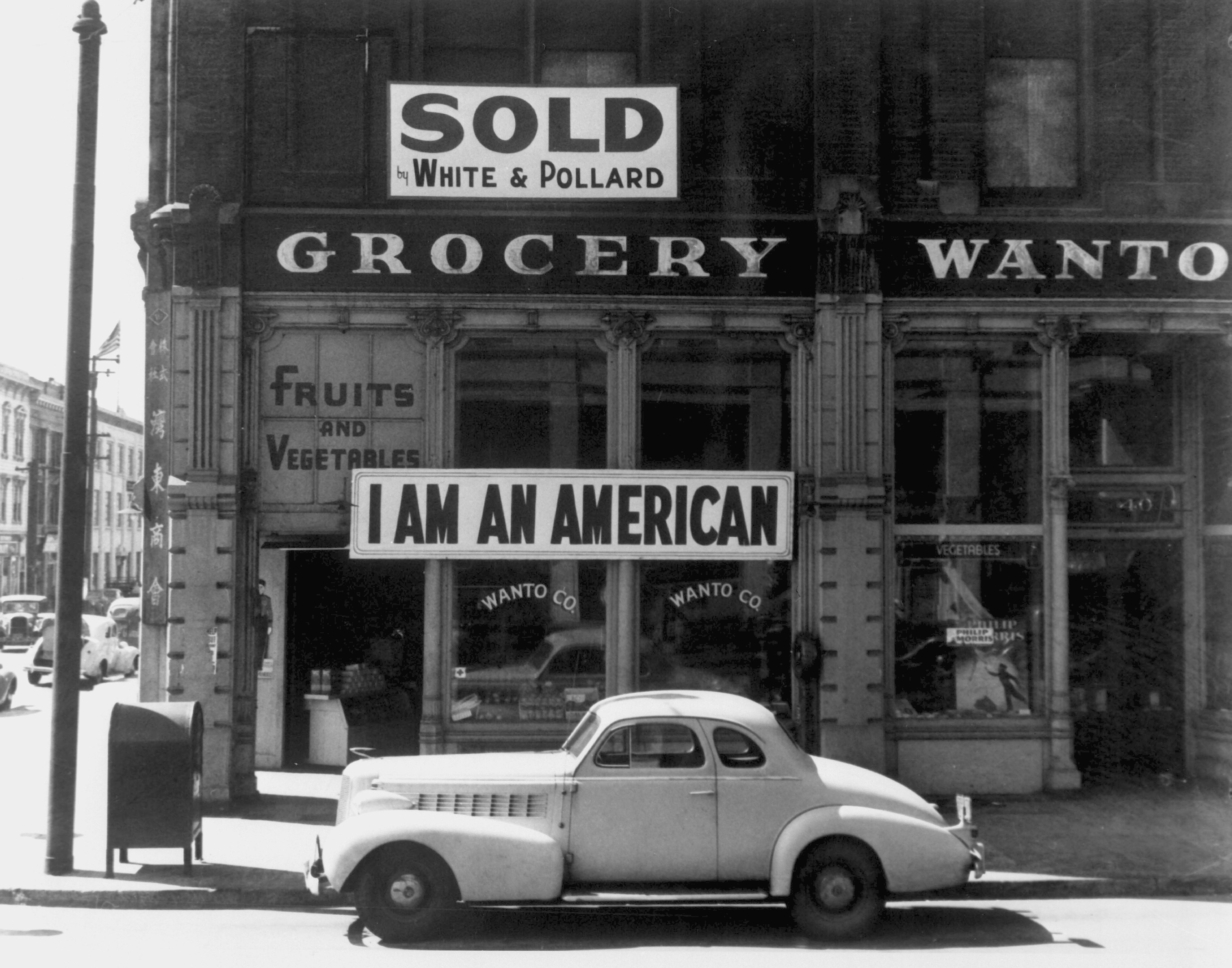
Sklep Amerykanina pochodzenia japońskiego z napisem Jestem Amerykaninem

Internowanie Amerykanów pochodzenia japońskiego w czasie II wojny światowej – przymusowe przesiedlenie i internowanie przez rząd amerykański Amerykanów pochodzenia japońskiego zamieszkałych wzdłuż pacyficznego wybrzeża Stanów Zjednoczonych i osadzenie w „wojennych obozach przesiedleńczych”, które miało miejsce po japońskim ataku na Pearl Harbor, a bezpośrednią przyczyną był tzw. incydent na Niʻihau. Internowani zostali wszyscy Amerykanie pochodzenia japońskiego zamieszkali na zachodzie USA, podczas gdy na Hawajach, gdzie licząca 150 000 osób japońska populacja stanowiła ok. ⅓ ludności, aresztowano ok. 1200 do 1800 osób.
Prezydent Franklin Delano Roosevelt autoryzował dekret nr 9066 z 19 lutego 1942 roku, który pozwolił dowódcom wojskowym na wyznaczenie stref wojskowych, z których dowolna osoba może być usunięta. Na mocy tego prawa każda osoba pochodzenia japońskiego została usunięta z zachodniej części kraju, obejmującej Kalifornię, większość Oregonu i Waszyngtonu oraz część Arizony. W 1944 roku Sąd Najwyższy podtrzymał konstytucyjność wysiedleń.
W 1988 roku władze USA w odpowiednim dokumencie przeprosiły rodziny wszystkich internowanych osób, wypłacono również poszkodowanym przez te działania 1,6 miliarda dolarów odszkodowań.

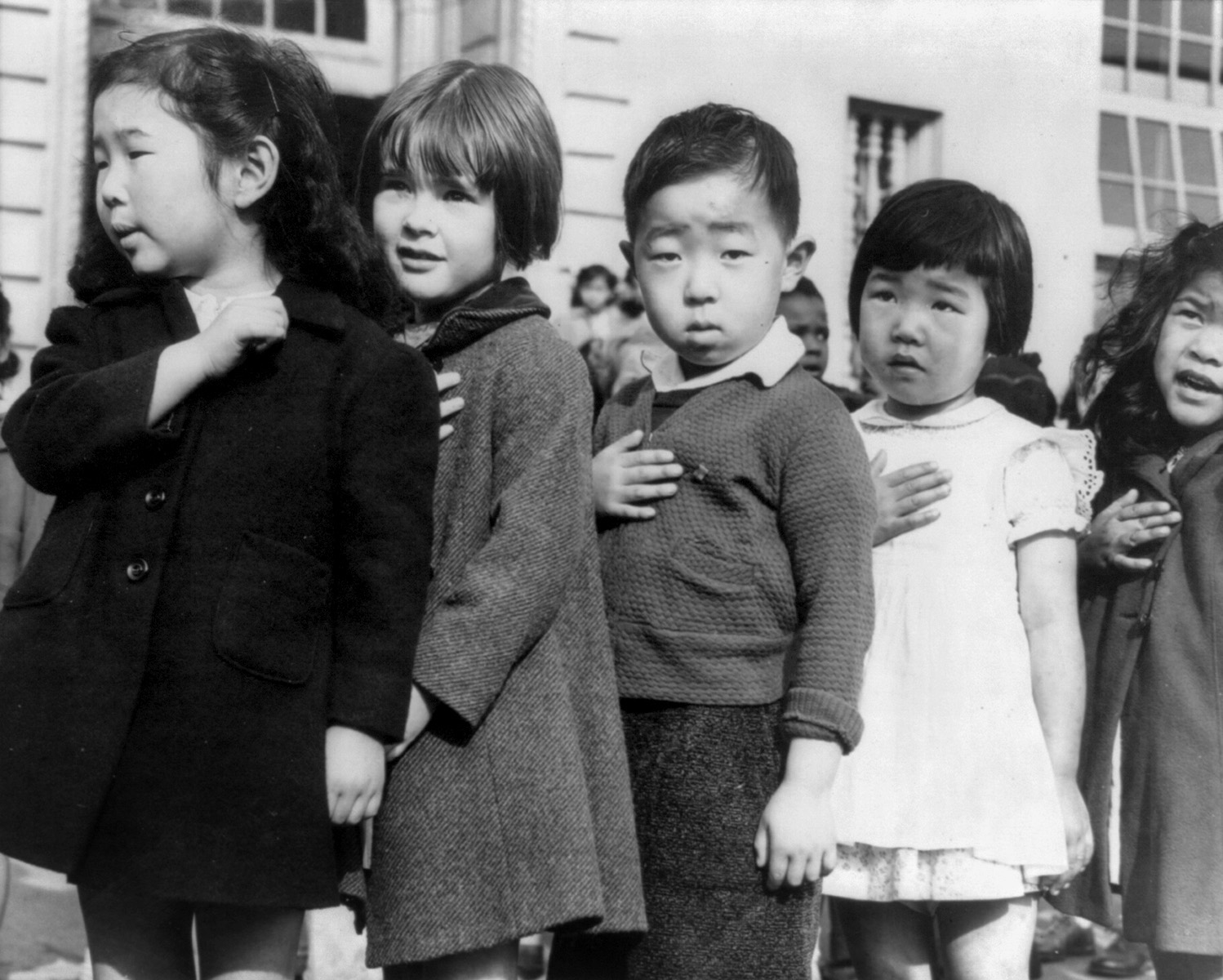
Amerykańskie dzieci składają przysięgę wierności fladze USA, 1942
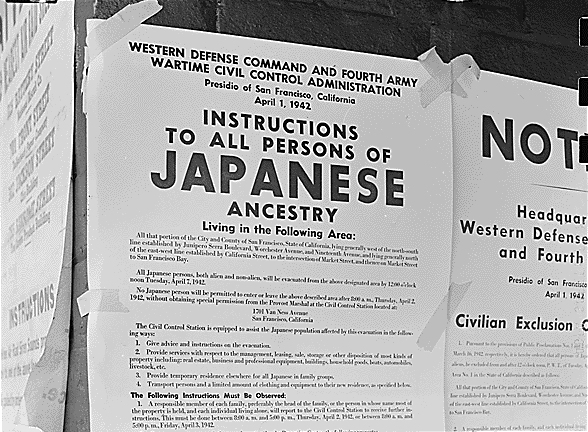
Ogłoszenie o ewakuacji
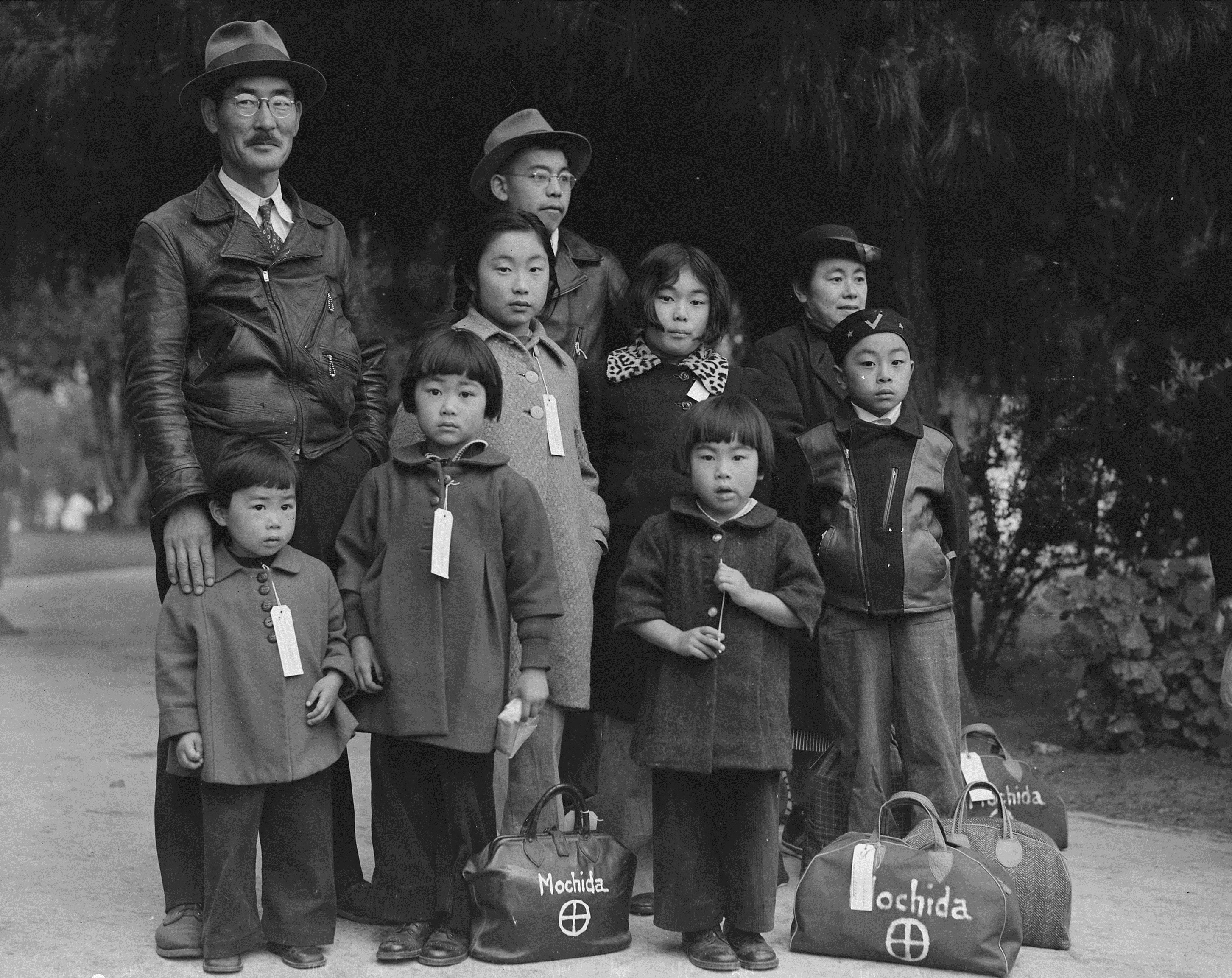
Rodzina pochodzenia japońskiego czeka na ewakuację